# Ahe (atolón)
Ahe es un atolón en el archipiélago de las Islas Tuamotu en la Polinesia Francesa. Es parte de la comuna de Manihi. Junto con los atolones de Manihi, Takapoto y Takaroa conforma el grupo de atolones de las Islas del Rey Jorge (en francés: Îles du Roi Georges, en inglés: King George Isole). Su laguna tiene una superficie de 138 km ². 
Ahe fue el último de los atolones de Tuamotu de ser descubierto por Charles Wilkes, el 6 de septiembre de 1839. 
Una pista de aterrizaje (código AITA: AHE) fue construida por el ejército francés en 1997.

## Galería

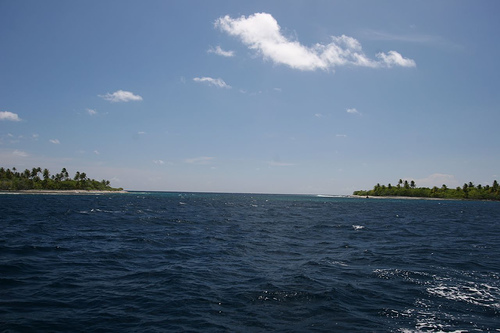
Paso del atolón.
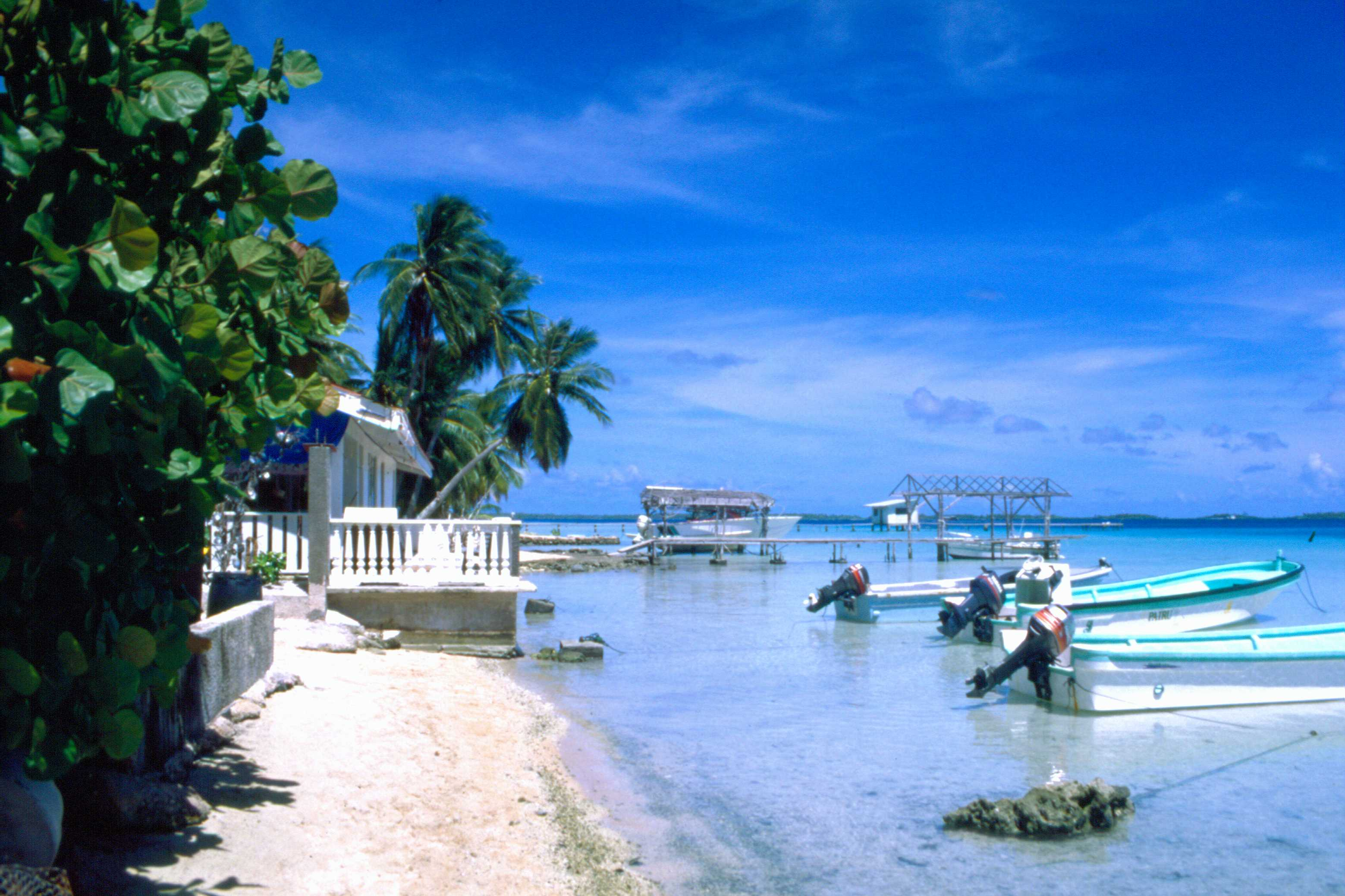
Playa en el lado de la laguna.
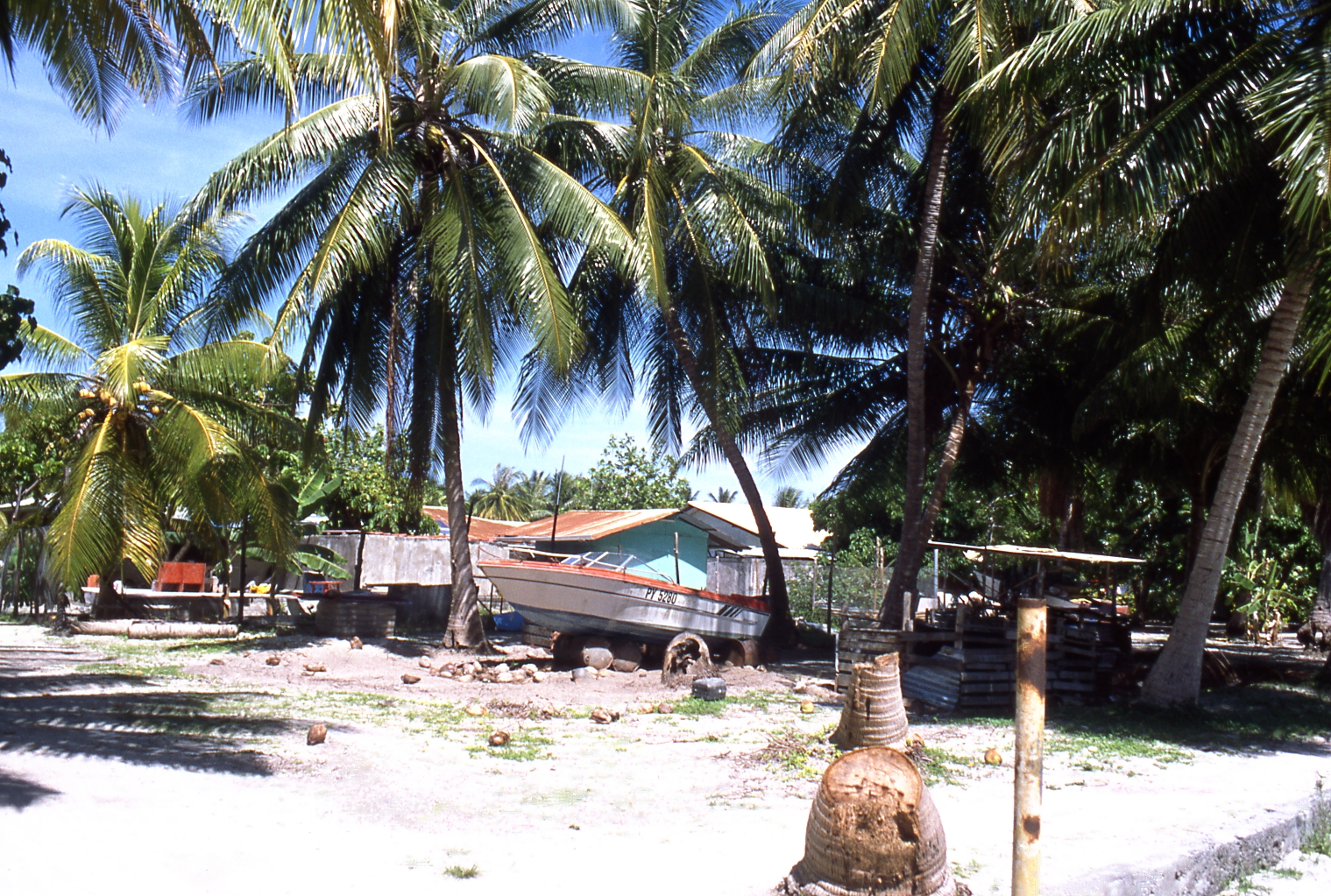
Tenukupara.